# Primskova gora
Primskova gora je najvišji vrh (590 m) in naselje (im. tudi Gradišče) v severozahodnem delu Dolenjske, je tudi osišče širšega območja, ki obsega več naselij in je znano kot Primskovo. Z južne, dolenjske strani najprej pridemo do dveh vasic Dolnji in Gornji Vrh. Od tod je zelo lep pogled do vrha Primskove gore, proti jugu pa že lahko vidimo dobršen del Dolenjske. 